# Odette Alonso
Odette Alonso (Santiago de Cuba, 23 de enero) es una poeta y narradora cubanomexicana.
Obtuvo su Licenciatura en Filología por la Universidad de Oriente, Cuba. Su obra ha sido incluida en varias antologías, revistas y publicaciones culturales de Cuba, México, España, Estados Unidos y Canadá.
Su cuaderno Insomnios en la noche del espejo obtuvo el Premio Internacional de Poesía Nicolás Guillén en 1999. Su relato Animal Nocturno fue ganador del XII Concurso de Cuento Mujeres en Vida, convocado por la Benemérita Universidad Autónoma de Puebla. Su libro Old Music Island fue galardonado con el Premio Nacional de Poesía LGBTTTI 2017 en Zacatecas, México. En 2019, ganó el Premio Clemencia Isaura de Poesía, en Mazatlán Sinaloa con el libro Últimos días de un país.
Editora de la Antología de la poesía cubana del exilio (Valencia, Aduana Vieja, 2011), la más completa reunión de poetas cubanos radicados fuera de la isla que se haya hecho hasta el momento, proyecto con el que obtuvo uno de los Premios 2003 de Cuban Artists Fund, con sede en Nueva York.
Aparte de contar con numerosas obras publicadas, ha sido incluida en antologías de poesía y narrativa. Textos suyos aparecen en revistas y páginas de Internet. Radica en México desde 1992.
Es autora de los blogs Parque del Ajedrez y Sáficas. 
Fundadora y organizadora del ciclo Escritoras latinoamericanas cada año en el marco de la Feria Internacional del Libro del Palacio de Minería, en la Ciudad de México.

## Obra
- Criterios al pie de la obra (Premio Nacional 13 de marzo de 1988, Universidad de La Habana, 1988)
- Enigma de la sed (Santiago de Cuba, Ediciones Caserón, 1989)
- Historias para el desayuno (Premio de poesía Adelaida del Mármol, Holguín, 1989)
- Palabra del que vuelve (Premio de poesía Pinos Nuevos, La Habana, Editora Abril, 1996)
- Linternas (Nueva York, La Candelaria, 1997)
- Insomnios en la noche del espejo (Premio Internacional de Poesía Nicolás Guillén, Chetumal, Instituto para la Cultura y las Artes de Quintana Roo, 1999)
- Visiones Prosa poética (México, NarrArte, 2000)
- Antología cósmica de Odette Alonso (México, Frente de Afirmación Hispanista, 2001)
- Cuando la lluvia cesa (Madrid, Torremozas, 2003)
- Diario del caminante (Monterrey, Espejos de Papel, 2003)
- El levísimo ruido de sus pasos (Barcelona, Ellas Editorial, 2006)
- Con la boca abierta  (cuentos, Madrid, Odisea Editorial, 2006)
- Espejo de tres cuerpos (novela, México, Quimera Ediciones, 2009)
- Escombros del alma (poesía, libro electrónico, Le Havre, Ediciones Hoy No He Visto El Paraíso, 2011)
- Víspera del fuego (poesía, Monterrey, Ediciones Intempestivas, 2011)
- Manuscrito hallado en alta mar. Veinte años de poesía reunida (1989-2009) (Xalapa, Universidad Veracruzana, 2011)
- Bajo esa luna extraña (poesía, antología personal, Madrid, Efory Atocha, 2011)
- Hotel Pánico (cuentos, Xalapa, Universidad Veracruzana, 2013)
- Bailando a oscuras (Monterrey, UANL, 2015)
- Las otras tempestades (Monterrey, Ediciones Caletita, 2016)
- Los días sin fe (Cancún, Gaceta del Pensamiento, 2017)
- Old Music Island (Zacatecas, Instituto de Cultura Zacatecano, 2018)
- Últimos días de un país (Toluca, Universidad Autónoma del Estado de México, 2019)